# 田臧
田臧（？—前208年），秦朝末年，陳勝手下的將領，曾經謀殺吳廣，因秦將章邯討伐，被殺。

## 生平
秦二世二年（前208年）與吳廣、李歸等圍攻滎陽（今河南滎陽東北古滎鎮），久攻不下，用兵無功。面對即將到來支援的秦兵，田臧與吳廣意見相左，田臧矯稱陳勝命令殺了吳廣。陳勝不懲處田臧，反賜“楚令尹印，使為上將”，全權抵擋章邯。田臧既掌兵權，便令李歸帶兵圍住滎陽，自己率軍迎擊秦軍於敖倉（滎陽東北敖山的糧倉），為少府章邯所滅，田臧本人被刺殺在營帳。